# Камиштау
Камишта́у (рос. Камыштау, башк. Ҡамыштау) — присілок у складі Туймазинського району Башкортостану, Росія. Входить до складу Чукадибашевської сільської ради.
Населення — 29 осіб (2010; 31 у 2002).
Національний склад:
- башкири — 81 %